# Veillonella dispar
Veillonella dispar es una bacteria que se encuentra normalmente en la boca, el tracto respiratorio y tracto digestivo en humanos. Son Gram negativas, no motiles y no son formadoras de esporas. Son anaerobias y crecen a temperaturas de 30-37 °C. V. dispar se encuentra en la mucosa oral, mayormente en el dorso de la lengua. Aunque generalmente no son patógenas, se ha encontrado que esta especie está relacionada con algunas infecciones, como la endocarditis.
Se han reportado cepas de V. dispar con resistencia a amoxicilina y penicilina. También se ha encontrado que V. dispar es susceptible a cloranfenicol, clindamicina, metronidazol y cefotixina.